# 농협경제지주
농협경제지주(農協經濟持株)는 농협중앙회의 경제업부문을 별개로 분리하여 만들어진 지주회사이다.

## 계열사
- 농협유통
- 농협목우촌
- 농협물류
- 농협사료
- 농협양곡
- 농협식품
- 오리온농협(농업회사법인)
- 농협아그로
- 농협케미컬
- 농협흙사랑
- 농협홍삼(농협한삼인)
- 남해화학
- NH농우바이오
- NH농협무역